# Herbicid
Herbicider eller ogräsmedel är växtdödande medel och avlövningsmedel såsom Agent Orange, Hormoslyr, Klorex 55 och Roundup.
Växtskyddsmedel för bekämpning av skadliga organismer på kulturväxter kallas också ibland herbicider. Alla dessa ämnen är mer eller mindre giftiga och måste hanteras varsamt i enlighet med de säkerhetsföreskrifter, som finns för vart och ett av dessa ämnen. Somliga ämnen får i Sverige användas endast i begränsad omfattning efter särskild dispens, eller har, sedan miljöskadliga effekter noterats, eller visat sig långsiktigt hälsovådliga, blivit helt förbjudna för användning i Sverige.

## Exempel på växtskyddsmedel[1]
De varor, som listas under preparatnamn nedan, kan utöver ämnet i kolumnen verksamt ämne även innehålla diverse tillsatsämnen, som underlättar användningen.
| Verksamt ämne | Preparatnamn     | Anteckning |
| ------------- | ---------------- | --- |
| Alipur        | Alipur           | |
| Amitrol       | Emisol F         | |
| Diklobenil    | Prefix           | Nedbrytningsprodukten BAM kan, om den kommer ner i grundvattnet, göra dricksvatten otjänligt. Diklobenil förbjöds därför i Sverige 1989. |
| Dinoseb       | Premin, Markamin | |
| Kloroxuron    | Teneran          | |
| Klorprofam    | Klorprofam       | |
| Lenasil       | Venzar           | |
| Linuron       | Afalon, Loro     | |
| MCPA          | MCPA             | |
| Monolinuron   | Aresin           | |
| Murbetol      | Murbetol         | |
| Parakvat      | Grammoxone       | |
| Pyrazon       | Pyramin          | |
| Semeron       |                  | |
| Simazin       | Gesatop          | |

## Självförsvar
Växters egna förmåga att själv avge någon form av ogräsmedel mot omgivningen kallas allelopati.